# Hami-Rebellion
Die Hami-Rebellion (Hāmì bàodòng bzw. 哈密暴動), auch genannt Kumul-Aufstand, war ein Aufstand in der Region Hami im Osten von Xinjiang von 1931 bis 1934. Zunächst richtete sich der Aufstand gegen die muslimenfeindliche Politik des Gouverneurs Jin Shuren und zur Wiederherstellung alter Privilegien. Später spielten auch die Mongolei, die chinesische Kuomintang-Zentralregierung in Nanjing und indirekt sogar die Sowjetunion eine Rolle in dem Konflikt.

## Vorgeschichte
Das Chanat Hami (auch genannt Khanat Kumul) war ein Chanat, welches sich selbst verwaltete, aber die chinesische Oberhoheit anerkannte. Aufgrund der Autonomieregelung gab es in der Region niedrige Steuern. 1930 ließ Jin Shuren, der Gouverneur von Xinjiang, jedoch den Chan von Hami, Maksud Shah, festnehmen. Der Chan starb im November desselben Jahres.
Zu Spannungen in der Bevölkerung führte, dass aufgrund einer Hungersnot im Inneren Chinas immer mehr Hui aus Gansu in Hami siedelten.
Gegen die Politik Jins organisierte sich aufgrund dieser Umstände ein Geheimbund.
Im Jahr 1931 löste Jin das sich selbst verwaltende Chanat auf.

## Verlauf des Aufstandes in Hami (1931–1932)
Am 4. April 1931 töteten Einwohner eines Dorfes bei der Stadt Hami einen Steuereintreiber. Die aufständischen Uighuren konnten daraufhin mehrere Militärposten und die muslimische Altstadt von Hami rasch einnehmen. Von Anfang an richtete sich die Gewalt der Rebellen gegen Han-Chinesen.
Die Rebellen nahmen schnell große Teile der Region Hami ein und Hodscha Niyaz und Yulbars Khan wurden ihre Anführer. Khan rief in der Mongolei und in Gansu um Hilfe an. Dabei behauptete er, für eine "Chantou-Volksrepublik" zu stehen.
Die Mongolische Volksrepublik unter Tsengeltiin Dschigdschiddschaw sandte eine Delegation zu den Aufständischen. Burhan Shahidi überlieferte später die detailliertesten Aufzeichnungen der mongolischen Unterstützung der Hami-Aufständischen – basierend auf Aussagen von Hodscha Niyaz.
Der Warlord Ma Zhongying aus Gansu marschierte mit 500 schlecht ausgerüsteten Reitern in Hami ein. Die Provinztruppen Jin Shurens konnten die Streitmacht von Ma zurückschlagen. Ma zog sich daraufhin vorläufig nach Gansu zurück.

## Bürgerkrieg in Xinjiang und sowjetischer Einmarsch (1933–1934)
Im Jahr 1933 eskalierte die Hami-Rebellion zu einem Bürgerkrieg in der gesamten Provinz Xinjiang. General Ma marschierte im Frühjahr erneut in die Provinz ein und konnte die Provinzhauptstadt Urumtschi belagern. Die Truppen unter dem Kommando von Sheng Shicai schlugen Mas Truppen zurück und konnten Hami im Dezember 1933 besetzen. Aufgrund der starken Präsenz von Mas Truppen marschierte die Rote Armee im Frühjahr 1934 in Xinjiang ein.